# 第二高等学校 (旧制)
| 第二高等学校（二高） | 第二高等学校（二高）   |
| -------------------- | ---------------------- |
| 創立                 | 1887年（明治20年）     |
| 所在地               | 仙台市                 |
| 初代校長             | 吉村寅太郎             |
| 廃止                 | 1950年（昭和25年）     |
| 後身校               | 東北大学               |
| 同窓会               | 第二高等学校尚志同窓会 |

旧制第二高等学校（きゅうせいだいにこうとうがっこう）は、1887年（明治20年）4月に宮城県仙台区（現・仙台市）に設立された旧制高等学校。略称は「二高」（にこう）である。

## 概要

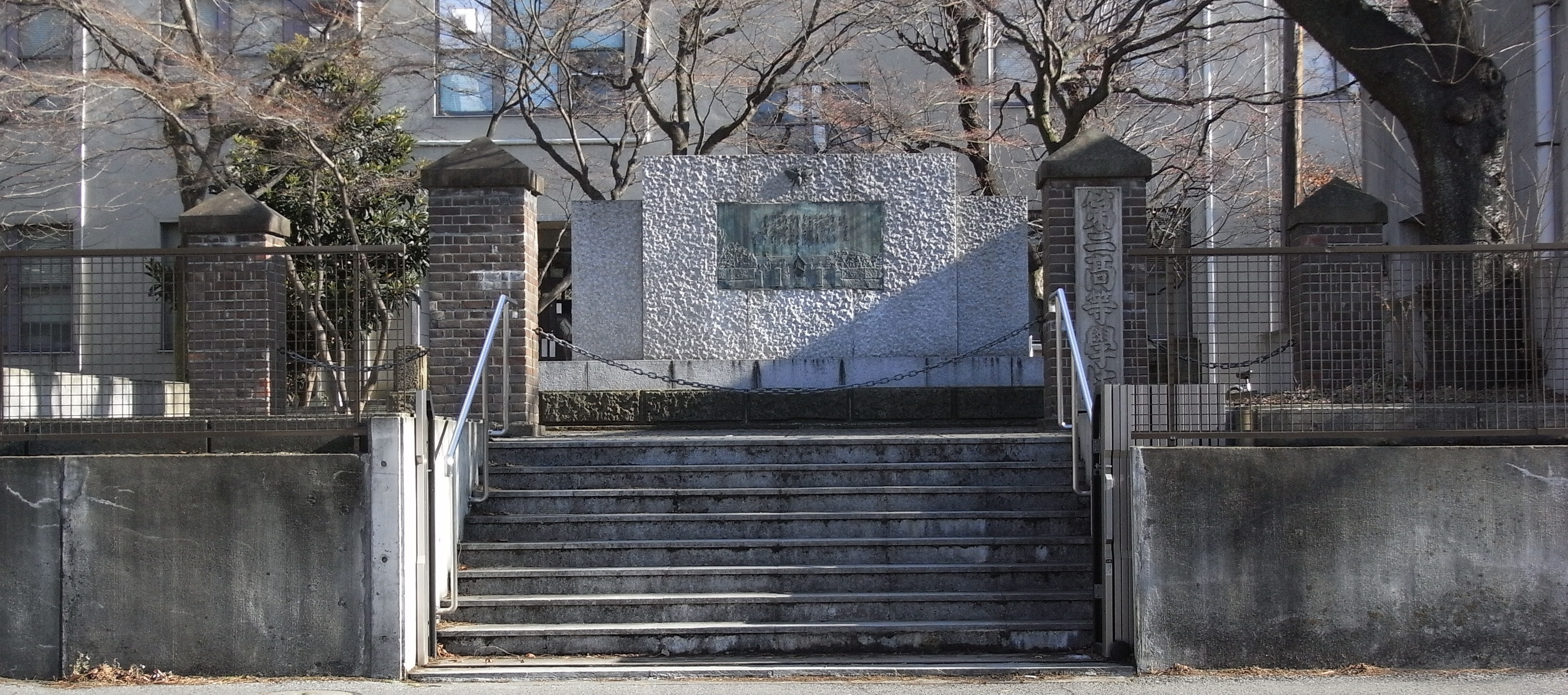
片平にある煉瓦造りの校門と碑（東北大学片平キャンパス）

中学校令に基づき、全国で5校のナンバースクールの高等中学校の一つとして設立された。1886年設立の東京の旧制一高、京都の旧制三高に次ぐものであるが高等中学校としては山口高等中学校に次ぐ全国第4番目の設立である。
文科・理科よりなる修業年限3年の高等科を設置したが理科生の比率が高かった(年度にもよるが文科2組、理科5組)。また、東北帝国大学のお膝元にあったが、旧制高等学校の増設や東北帝大設立まで東京帝国大学にも一高に次ぐ合格者数を送り出していたこともあった。
寄宿舎として「明善寮」（めいぜんりょう）が設置された。他に六如寮、道交寮、忠愛寮、科学寮、誠之寮があった。もっとも有名な寮歌は明善寮の「山紫に水清き」だが、同名の仙台陸軍幼年学校の曲とは、旋律も詩もまったく異なる。また、旧制高校では珍しく校歌が愛唱されたが、作詞者が同校の大先輩である、土井晩翠のためといわれている。
現在の東北大学の前身校の一つであり、新制移行後、同大学第一教養部の構成母体となった（現在は廃止）。東北大学ホーネッツは二高の校章がスズメバチだったことに由来する。
卒業生により第二高等学校尚志同窓会が結成されていたが、会員の高齢化により解散した。

## 沿革
- 1887年4月：第二高等中学校として仙台区に設立（1889年4月1日、仙台区は市制施行して仙台市となった）。
  - 本科・予科・予科補充科のほか医学部を設置した。医学部は1736年設立の仙台藩藩校「養賢堂」を源流とする。
- 1891年10月：開校式挙行。
- 1893年：本科生と教官の校友会組織として「尚志会」結成。
- 1894年9月：高等学校令により第二高等学校と改称。大学予科および医学部を設置。
- 1897年3月：厳格主義の校長を排斥するストライキ。吉村寅太郎校長転任。
- 1901年4月：医学部を分離し仙台医学専門学校として独立。
  - 1912年、仙台医専は東北帝国大学（東北大の前身）に包摂されて医学専門部となり、同帝大医科大学への昇格（1915年）を経て医学部に再編された。
- 1927年：校長排斥ストライキ。岡野義三郎校長転任。
- 1934年12月：松島湾で練習中のボート部が遭難し10名死亡。
- 1945年7月：米軍による仙台空襲で校舎が焼失。
- 1949年5月：新制東北大学設立にともない包括され、東北大学第二高等学校となる[2]。
- 1950年3月：廃校。

## 歴代校長
- 初代：吉村寅太郎（1887年4月 - 1897年4月）
- 第2代：沢柳政太郎（1897年4月8日 - 1898年7月20日）
- 第3代：菊池謙二郎（1898年7月20日 - 1900年4月13日）
- 第4代：中川元（1900年4月13日 - 1911年1月25日）
- 第5代：三好愛吉（1911年1月25日 - 1915年4月5日）
- 第6代：武藤虎太（1915年4月5日 - 1922年11月）
- 第7代：岡野義三郎（1922年11月 - 1928年9月）
- 第8代：玉虫一郎一（1928年9月 - 1932年3月）
- 第9代：阿刀田令造（1932年3月 - 1943年9月）
- 第10代：野口明（1943年9月 - 1949年5月）
- 第11代：萩庭三寿（1949年5月 - 1950年3月）

## 校地の変遷と継承

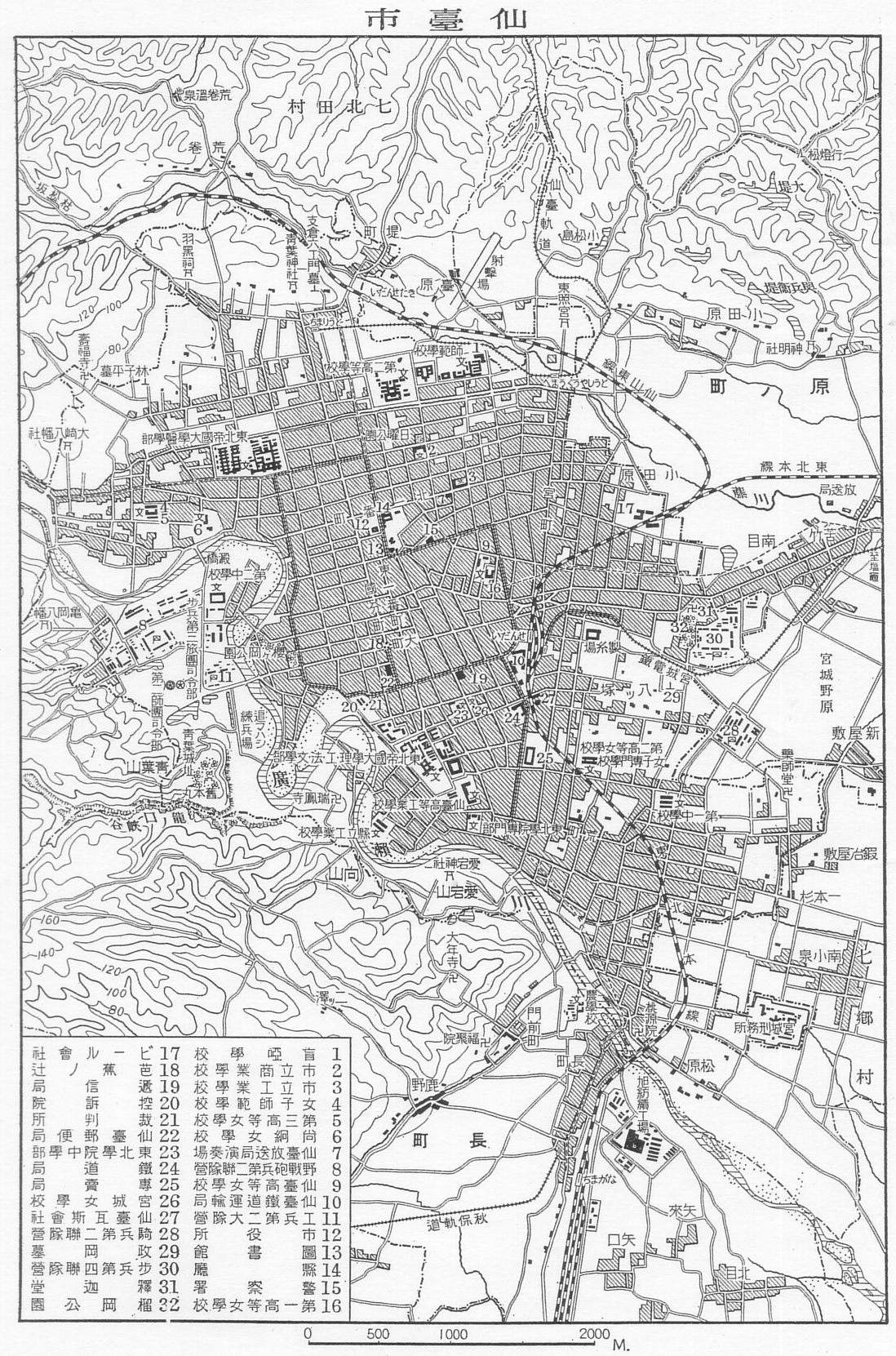
1927年（昭和2年）頃の仙臺市および近郊地図。二高は北六校舎（現・東北大学農学部校地）に移転し、片平校舎は既に東北帝大の校地となっている。
当時の仙台市電は、環状線、芭蕉の辻線、および、荒町まで敷いた長町線のみで営業。計画中の北仙台線は点線で図示され、北六校舎の最寄り電停である北六番丁電波監理局前停留場なども未設置。なお、建設中の仙山東線も実線で図示されている。

1889年（明治22年）、仙台城址にあった陸軍第2師団と広瀬川を挟んで対岸に位置する片平丁の旧陸軍省用地に校舎が完成（片平校舎）。のちに、東北帝大法文学部設置にあたって校地を提供して、1925年（大正14年）に北六番丁に移転した（北六校舎）。1945年（昭和20年）7月の仙台空襲で校舎が焼失した後は、仙台市南部の旧仙台陸軍幼年学校の校舎として使用されていた三神峯校舎に移転。新制東北大学への包括後、三神峯校舎は第一教養部富沢分校として引き継がれ、1958年（昭和33年）まで使用されたのち市内川内地区への統合移転により廃止された（現在は三神峯公園となっている）。

### 旧片平校地（現：東北大学片平キャンパス）
設立当初の旧片平校地は東北大学片平キャンパスとして継承され現在に至る。構内には書庫および旧物理学教室など二高時代の建造物が残る。東北大学正門の近くに、当時の位置に移設された二高の校門を中心にして、第二高等学校片平記念苑がある。記念苑は、尚志同窓会が1996年に整備した。校門は校舎の移転とともに移り、廃止後しばらく市立博物館に保存されてから、最初の位置に戻った。

### 旧北六校地（東北大学農学部→現：イオンモール仙台上杉）
旧北六校地は、東北大学農学部（1947年に新設）の校地（東北大学雨宮キャンパス）となった。70年後の2017年（平成29年）、東北大学は農学部を青葉山キャンパスに集約し、雨宮キャンパス跡地をイオンモール株式会社に売却した。跡地はイオンモール仙台上杉となっている。
売却時の雨宮キャンパスには、守衛所・煉瓦塀など第二高等学校から継承した建造物が散在したが、イオンモール仙台上杉の建設に際し、大木に成長していた植木や多くの記念碑と共に撤去された。

## 著名な出身者

### 政治
- 井上準之助 - 大蔵大臣、日本銀行総裁
- 児玉秀雄 - 内務大臣、文部大臣 / 児玉源太郎の子息
- 芳沢謙吉 - 外務大臣
- 結城豊太郎 - 大蔵大臣、日本銀行総裁
- 伍堂卓雄 - 商工大臣、鉄道大臣、農林大臣
- 田子一民 - 衆議院議長、農林大臣
- 武富済 - 衆議院議員、元検察官
- 内ヶ﨑作三郎 - 衆議院副議長、評論家
- 守屋栄夫 - 初代塩竈市長、衆議院議員
- 相川勝六 - 厚生大臣、厚生次官、内務官僚。
- 小日山直登 - 運輸大臣、南満洲鉄道総裁
- 渋沢敬三 - 大蔵大臣、日本銀行総裁
- 鈴木義男 - 司法大臣
- 唐沢俊樹 - 法務大臣、内務次官。
- 三浦一雄 - 農林大臣、農林次官、法制局長官
- 椎名悦三郎 - 自民党副総裁 / 「椎名裁定」で有名。
- 南条徳男 - 建設大臣、農林大臣
- 愛知揆一 - 外務大臣、大蔵大臣
- 町村金五 - 北海道知事、自治大臣
- 大石武一 - 環境庁長官、農林水産大臣
- 千葉佳男 - 衆議院議員
- 渋谷直蔵 - 自治大臣、労働官僚
- 伊藤宗一郎 - 衆議院議長
- 岡部三郎 - 北海道開発庁長官、沖縄開発庁長官、農水官僚
- 西村金三郎 - 京都市会議員、同府会議員、衆議院議員
- 美濃部亮吉 - 東京都知事、経済学者
- 島野武 - 仙台市長、弁護士
- 鈴木東民 - 釜石市長、読売争議指導者
- 深沢晟雄 - 岩手県沢内村長 / 全国の自治体で初めて乳児死亡率ゼロを達成

### 行政
- 堀田貢 - 内務次官
- 平塚廣義 - 東京府知事、台湾総督府総務長官、内務官僚
- 遠藤柳作 - 朝鮮総督府政務総監
- 中西清一 - 逓信次官、内務官僚。満鉄副総裁
- 若宮貞夫 - 逓信次官、衆議院議員
- 穂積真六郎 - 朝鮮総督府殖産局長、参議院議員
- 田所美治 - 文部次官、貴族院議員
- 萱場軍蔵 - 内務次官
- 横山助成 - 第42代警視総監
- 留岡幸男 - 第49代警視総監、北海道庁長官
- 薄田美朝 - 第51代警視総監、衆議院議員
- 宮本武夫 - 郵政事務次官、逓信官僚
- 和田正彦 - 大蔵省銀行局長、台湾銀行副頭取
- 森俊六郎 - 大蔵省銀行局長、台湾銀行副頭取
- 四条隆英 - 初代商工次官
- 奥田新三 - 商工次官、セントラル硝子社長・会長
- 小島新一 - 商工次官、八幡製鐵社長
- 大金益次郎 - 宮内次官
- 高島益郎 - 外務事務次官、駐米大使、最高裁判所判事
- 青木周三 - 鉄道次官、逓信官僚
- 木下淑夫 - 鉄道院運輸局長
- 黒河内四郎 - 鉄道省建設局長、土木学会会長
- 永井亨 - 鉄道省経理局長、日本人口学会長
- 片岡謌郎 - 鉄道省国際観光局長、鉄道監察官 / 鉄道弘済会設立を主導
- 阪谷希一 - 満洲国国務院総務庁長代理、同総務庁次長、日銀出身
- 金井章次 - 蒙古聯合自治政府最高顧問、慶大医学部教授、国際連盟事務局保健部
- 神吉正一 - 弁護士（戦後）、蒙古聯合自治政府最高顧問、満洲国国務院総務庁次長、三井銀行・外務省出身
- 松木侠 - 旧鶴岡市8代市長（戦後）、満洲国国務院総務庁次長、満鉄出身
- 皆川迪夫 - 総理府総務副長官、内務・自治官僚
- 根橋正人 - 通商産業省審議官、超LSI技術研究組合専務理事、日本アイ・ビー・エム常務、財団法人ニューメディア開発協会理事長・顧問
- 高橋俊英 - 公正取引委員会委員長、大蔵官僚
- 小山進次郎 - 厚生省初代年金局長 / 国民年金制度創設に貢献
- 細野正 - 労働事務次官
- 高橋国一郎 - 建設事務次官、日本道路公団総裁
- 富田朝彦 - 宮内庁長官、内閣官房内閣調査室長
- 渡辺五郎 - 農水事務次官、日本中央競馬会理事長
- 福田省一 - 林野庁長官
- 鈴木勲 - 文化庁長官
- 神山文男 - 郵政事務次官
- 石原信雄 - 内閣官房副長官、自治事務次官
- 青柳秀夫 - 愛知県知事
- 信太時尚 - 富山県知事
- 高辻武邦 - 富山県知事
- 池田徳治 - 秋田県知事
- 阪本勝 - 兵庫県知事
- 青木重臣 - 愛媛県知事
- 鵜崎多一 - 福岡県知事
- 三浦義男 - 宮城県知事
- 横川信夫 - 栃木県知事
- 佐々木喜久治 - 秋田県知事
- 船田譲 - 栃木県知事
- 遠藤直人 - 兵庫県知事
- 石川栄耀 - 東京都建設局長、内務技師。都市計画家
- 木村惇 - 在マニラ総領事、京都府知事（官選・公選）、内務官僚

### 司法
- 三淵忠彦 - 初代最高裁判所長官
- 岡崎源一 - 弁護士、検察官、法律新聞社長
- 岡原昌男 - 最高裁判所長官
- 下飯坂潤夫 - 最高裁判所判事
- 色川幸太郎 - 最高裁判所判事、弁護士
- 橋元四郎平 - 最高裁判所判事、弁護士
- 千葉和郎 - 名古屋高等裁判所長官、最高裁判所事務総局刑事局長
- 福井盛太 - 検事総長、プロ野球コミッショナー
- 正木亮 - 名古屋控訴院検事長

### 軍人
- 斎藤七五郎 - 海軍中将（中退）
- 猪俣甚弥 - 陸軍少佐、陸軍中野学校一期生（中退）

### 財界
- 阿部眞之助 - 日本放送協会会長
- 三鬼隆 - 八幡製鐵社長
- 豊田喜一郎 - トヨタ自動車創立者
- 稲山嘉寛 - 経団連会長、新日本製鐵会長
- 代田稔 - ヤクルト開発者・創業者
- 今村幸雄 - 住友信託会長
- 大友幸助 - 秩父セメント社長
- 川島三郎 - 三井鉱山社長
- 島田利吉 - 日本鉱業社長
- 大貫経次 - 常磐炭礦社長
- 岡野保次郎 - 三菱重工業社長
- 藤村朗 - 三菱地所社長 / 兄は藤村操
- 田辺武次 - 本州製紙初代社長
- 安蔵彌輔 - 東京電力初代社長
- 内ヶ﨑贇五郎 - 東北電力初代社長
- 佐藤篤二郎 - 九州電力初代社長
- 山田三郎太 - 凸版印刷社長
- 及川孝平 - 全国漁業協同組合連合会会長
- 柴田清 - 日本麦酒（現・サッポロビール）初代社長
- 荘清彦 - 三菱商事会長
- 藤野忠次郎 - 三菱商事会長
- 高杉晋一 - 三菱電機会長
- 柳武 - 日本製鋼所社長
- 杉谷武雄 - 三井信託銀行社長
- 古山二郎 - 旭電化工業社長
- 岩佐凱実 - 富士銀行会長
- 田実渉 - 三菱銀行会長
- 北島織衛 - 大日本印刷会長
- 太田剛 - 東洋電機製造社長
- 赤坂武 - 日本鋼管社長
- 菊池正次郎 - 日本郵船会長
- 木野二郎 - 藤倉電線社長
- 日景一郎 - 高砂熱学工業社長
- 古川昌彦 - 三菱化学会長、経団連副会長
- 横田武夫 - 日本教育テレビ社長
- 高野信 - 全国朝日放送社長
- 畠山武 - 北海道テレビ放送社長
- 吉田茂夫 - 阪急交通社社長
- 藤森正路 - 住友金属鉱山社長
- 篠崎昭彦 - 住友金属鉱山社長
- 永野健 - 日経連会長、三菱マテリアル会長
- 那須翔 - 東京電力会長
- 一力一夫 - 河北新報社主・会長、横綱審議委員会第8代委員長

### 学術
- 阿部利雄 - 元北海道学芸大学教授、元北海道産業短期大学学長
- 有沢広巳 - 統計学者、法大総長、学士院長
- 有賀喜左衛門 - 社会学者、日本女子大学長
- 井ヶ田良治 - 法制史家、同志社大学名誉教授
- 池上鎌三 - 哲学者
- 和泉雄三 - 経済学者、函館大学学長
- 石母田正 - 歴史学者
- 一戸直蔵 - 天文学者
- 色川大吉 - 歴史学者
- 鵜飼信成 - 憲法学者
- 遠藤新 - 建築家
- 岡正雄 - 民族学者
- 尾形典男 - 政治学者
- 尾高邦雄 - 社会学者
- 落合英二 - 薬理学者
- 葛西森夫 - 小児外科医、東北大教授
- 加藤陸奥雄 - 昆虫学者、東北大総長、大学入試センター初代所長
- 河部利夫 - 東京外国語大名誉教授
- 金田一京助 - 言語学者、民俗学者、学士院会員、文化勲章受章
- 君島八郎 - 工学者、九大工学部長
- 黒川利雄 - 医学者、東北大学総長、学士院長
- 煙山専太郎 - 歴史学者、早大名誉教授、文化女子短期大学学長
- 児玉作左衛門 - 解剖学者、人類学者
- 小西重直 - 教育学者、京大総長
- 今裕 - 医学者、北大総長
- 堺薫 - 医学者、新潟大医学部名誉教授
- 斎藤勇 - 英文学者
- 斎藤忍随 - 哲学者
- 斎藤野の人 - 評論家
- 佐藤功 - 憲法学者、文化功労者
- 佐藤丑次郎 - 憲法学者・政治学者
- 佐藤功一 - 建築家、大隈講堂設計
- 佐野利器 - 建築学者
- 猿谷要 - 歴史学者、米国史
- 下鶴大輔 - 火山学者、火山噴火予知連絡会長
- 新城新蔵 - 天文学者、京大総長
- 杉村章三郎 - 行政法学者・租税法学者
- 鈴木安蔵 - 憲法学者、「憲法草案要綱」
- 住谷悦治 - 経済学者、同志社総長
- 高橋信次 - 放射線医学者
- 高橋正雄 - 経済学者
- 高松雄一 - 英文学者
- 土屋喬雄 - 経済史学者
- 留岡清男 - 教育者、教育学者、北星学園女子短期大学元学長
- 登張正実 - 独文学者
- 富田容甫 - 政治学者、行政学者、元北海道大学教授
- 富山小太郎 - 物理学者、早稲田大学教授
- 永井陽之助 - 政治学者
- 中田薫 - 法律学者
- 中目覚 - 地理学者、言語学者、旧制大阪外国語学校 初代校長
- 西澤潤一 - 半導体工学者、東北大学総長、学士院会員、文化勲章受章
- 野副鉄男 - 化学者
- 花見朔巳 - 歴史学者
- 平山清次 - 天文学者
- 深田康算 - 哲学者、京都大学教授
- 福来友吉 - 心理学者、超心理学研究
- 星冬四郎 - 農学者、東大教授
- 星野鉄男 - 医学者、旧制金沢医大教授
- 星野安三郎 - 憲法学者
- 堀内寿郎 - 化学者、北大学長
- 堀真琴 - 政治学者、法政大学教授、参議院議員
- 松永藤雄 - 医学者、弘前大学名誉教授
- 宮崎孝治郎 - 民法学者、北海道大学教授
- 武藤清 - 建築学者
- 物部長穂 - 土木工学者
- 吉野作造 - 政治学者、大正デモクラシーの理論的指導者
- 杉野目晴貞 - 有機化学者、北海道大学学長
- 金田平一郎 - 法学者
- 林茂司 - 経済学者

### 文化
- 大池唯雄 - 小説家、直木賞
- 高浜虚子 - 俳人（中退）
- 河東碧梧桐 - 俳人（中退）
- 大須賀乙字 - 俳人、俳論家
- 高山樗牛 - 文芸評論家
- 土井晩翠 - 詩人（第3回卒業）。のち二高英語教授となり校歌を作詞。
- 木暮理太郎 - 登山家
- 山口青邨 - 俳人、鉱山学者
- 福沢一郎 - 洋画家
- 古沢元 - 小説家（中退）
- 富永太郎 - 詩人（中退）
- 久板栄二郎 - 劇作家
- 石川欣一 - ジャーナリスト、日本ライオンズクラブ初代ガバナー
- 扇谷正造 - 評論家、ジャーナリスト
- 遠藤誠 - 弁護士
- 五島勉 - ルポライター、『ノストラダムスの大予言』著者
- 玉城徹 - 歌人
- 吉田直哉 - NHKディレクター
- 土井辰雄 - 日本人初のカトリック教会枢機卿
- 反町茂雄 - 古書店主、古書鑑定家
- 小松錬平 - テレビ朝日ニュースキャスター
- 清水俊二 - 映画評論家、字幕翻訳家
- 針生一郎 - 美術評論家
- 脇光三 - 明治期の新聞記者、特務機関員（中退）
- 若尾瀾水 - 俳人

## 関連書籍
- 秦郁彦 『旧制高校物語』 文春新書、2003年 ISBN 4166603558
- 『日本近現代史辞典』 東洋経済新報社、1978年

尾崎ムゲン作成「文部省管轄高等教育機関一覧」参照
- 秦郁彦（編）『日本官僚制総合事典；1868 - 2000』 東京大学出版会、2001年

「主要高等教育機関一覧」参照